# Irmandade Militar de Nossa Senhora da Conceição
A Irmandade Militar de Nossa Senhora da Conceição (IMNSC), é uma Associação de Fiéis, com personalidade jurídica pública, erigida pelo Bispo de Lamego, tendo a sua sede na Igreja de Santa Cruz, na cidade de Lamego, em Portugal. 
É formada por católicos, militares e civis, que norteiam o seu proceder no respeito pela tradição castrense, pela prática das nobres virtudes militares e que assumem a sua realização como homens e mulheres de fé e de ação no seio da Santa Igreja, no pleno exercício da caridade e na fidelidade constante ao seu Magistério. 
O âmbito da ação desta Irmandade Militar, tanto na origem dos seus membros, como no destino do exercício das suas ações caritativas, é nacional e internacional.

## História
Esta Irmandade nasceu logo após a expulsão das ordens religiosas, no final da primeira metade do século XIX. Designava-se então Irmandade de Nossa Senhora da Conceição. No último quartel do século passado encontrava-se praticamente sem atividade e em extinção por os seus membros terem falecido. 
Por iniciativa de militares da Guarnição Militar de Lamego, com o apoio do Bispo da Diocese, foi dinamizada, sofrendo então uma completa reestruturação, reforçando a sua missão religiosa e dotando-a de objetivos concretos em total comunhão com o Magistério da Igreja Católica, no que concerne à sua espiritualidade e nas ações concretas ao serviço dos mais desfavorecidos.
Reorganizada, esta Irmandade assumiu a designação de “Irmandade Militar de Nossa Senhora da Conceição”, tendo sido dotada com novos estatutos onde as tradições castrenses estão subjacentes ao seu normativo, plasmadas na nobreza de carácter, no cavalheirismo e na amizade que une os seus membros, na lealdade e na fidelidade à Sé de Pedro, virtudes imprescindíveis ao sentido do dever e ao espírito de missão ao serviço de Deus e no exercício da Caridade.
Há um senhor, de reputação duvidosa, italiano, que tem andado a atribuir condecorações com este título - ver aqui.